# Cravity
Cravity (hangul: 크래비티;rr: Keuraebiti) é um grupo sul-coreano formado pela Starship Entertainment. O grupo é composto por nove membros: Serim, Allen, Jungmo, Woobin, Wonjin, Minhee, Hyeongjun, Taeyoung e Seongmin. Eles debutaram em 14 de abril de 2020 com a música “Break all the Rules” do mini álbum Season 1. Hideout: Remember Who We Are.

## História

### Pré estréia
Antes da estreia do grupo, Jungmo, Wonjin, Minhee e Hyeongjun participaram do programa Produce X 101 em 2019, representando a Starshipp Entertainment, junto com Moon Hyunbin. No final, Jungmo e Wonjin se classificaram nos rankings 12 e 19 respectivamente (sem levar em consideração a posição 'X'), perdendo o cut-off para a escalação de estréia do show. No entanto, Minhee e Hyeongjun classificaram-se nas posições 10 e 4, respectivamente, tornando-os membros da formação de estréia e membros do grupo X1 . Eles promoveram com o grupo até sua dissolução em 6 de janeiro de 2020.

### 2020: Debut com Season 1. Hideout: Remember Who We Are e Season 2. Hideout: The New Day We Step Into
Cravity debutou com o mini álbum Season 1. Hideout: Remember Who We Are em 14 de abril de 2020, que estreou e alcançou o topo da parada de álbuns do Gaon. Foram enviadas mais de 100.000 cópias no mês de abril de 2020, tornando-o o artista novato sul-coreano mais vendido em 2020, a partir de agosto de 2020.
Cravity entrou e atingiu o pico na parada do Billboard Social 50 no número 12. Eles são o quinto grupo sul-coreano mais rápido a entrar no Social 50, além de ser o único artista novato sul-coreano a fazer parte do ranking do Social 50 da Billboard em 2020 na época de sua estreia.
Em 17 de junho, o Cravity lançou um videoclipe para sua música "Cloud 9", uma faixa previamente incluída em seu mini álbum de estreia. Posteriormente, eles começaram as promoções de shows musicais para esta música.
Em 13 de agosto, no Soribada Awards 2020, Cravity ganhou o "New Artist Award", seu primeiro prêmio desde a estreia. Em 24 de agosto, o Cravity lançou seu segundo mini álbum, Season 2. Hideout: The New Day We Step Into. O EP contém sete faixas, incluindo o single principal "Flame". O álbum liderou a parada de álbuns da Japanese Tower Records e ficou em primeiro lugar no iTunes em sete regiões.
Em 1 de setembro, o Cravity teve sua primeira vitória em um programa de música no The Show da SBS com "Flame", com a música também estreando no número 97 na parada Billboard Korea K-pop Hot 100 na edição das paradas datada da semana de 26 de setembro.
O Cravity em 9 de outubro realizou um encontro de fãs on-tact exclusivo 'CRAVITY COLLECTION: C-EXPRESS' através do Naver V Live, onde eles cumprimentaram seus fãs em 126 regiões. O fanmeeting foi organizado com o tema de um "parque de diversões" como forma do grupo cumprimentar seus fãs com entusiasmo.
Em 21 de outubro, o Cravity lançou um vídeo de apresentação de sua música "Ohh Ahh", uma faixa do lado B da Seasons 2. Hideout: The New Day We Step Into. Posteriormente, eles começaram as promoções de shows musicais com a música.

### 2021:Season 3. Hideout: Be Our VoiceeThe Awakening: Written in the Stars
Em 19 de janeiro, o Cravity lançou seu terceiro mini álbum, Season 3. Hideout: Be Our Voice. O EP contém sete faixas, incluindo o single principal "My Turn" Posteriormente, eles começaram a promover sua faixa-título ao lado de sua faixa B-side "Mammoth" em shows de música Em 2 de março, foi anunciado que Cravity lançaria um vídeo de performance para sua faixa B-side "Bad Habits" em 11 de março. Posteriormente eles começaram as promoções da música em programas de música após o lançamento do vídeo.
Em 19 de agosto, Cravity lançou a primeira parte de seu primeiro álbum de estúdio, The Awakening: Written in the Stars. O álbum contém oito faixas, incluindo o single principal "Gas Pedal" Posteriormente, eles começaram a promover sua faixa-título ao lado de sua faixa B-side "Veni Vidi Vici" em programas musicais. Na primeira semana após seu lançamento, mais de 100.000 de cópias foram vendidas, tornando-se a primeira obra de Cravity a atingir esse marco e a primeira a ser elegível para a certificação "Hanteo". Em 27 de setembro, foi anunciado que Cravity lançaria um vídeo especial para sua faixa B-side "Veni Vidi Vici" em 7 de outubro. Posteriormente eles começaram as promoções da música em programas musicais.
De 20 a 21 de novembro, Cravity realizou dois dias de fanmeeting, 'Cravity Collection: C-Delivery' após um ano de sua de fanmeeting de fãs, "on:tact", em outubro de 2020. Em 15 de dezembro, o grupo anunciou o lançamento dos bonecos do personagem Cravity, a serem lançados em breve, onde cada membro participou pessoalmente do design. Os personagens foram mostrados pela primeira vez através do fanmeeting do grupo 'Cravity Collection: C-Delivery' realizado em novembro.

### 2022:Liberty: In Our Cosmos e New Wave
Em 26 de janeiro, foi anunciado que Cravity faria seu retorno com a segunda parte de seu primeiro álbum de estúdio, "Liberty: In Our Cosmos", apresentando a faixa-título "Adrenaline" em 22 de fevereiro. Em 4 de fevereiro, foi anunciado nas redes sociais que eles haviam sido escolhidos como DJs especiais para o programa de rádio "Station Z" da KBS Cool FM, com aparições semanais durante o mês de fevereiro.
Em 12 de fevereiro, foi anunciado que 7 dos 9 membros testaram positivo para COVID-19 (posteriormente atualizado para 8 dos 9 membros em 16 de fevereiro e todos os 9 em 20 de fevereiro) e, como resultado, seu retorno foi adiado. Em 28 de fevereiro, foi anunciado que seu retorno seria remarcado para 22 de março. Com o lançamento de sua nova agenda de promoções, eles também anunciaram que realizariam seu primeiro set de concertos solo no Olympic Hall dentro do Parque Olímpico de Seul em 2 e 3 de abril.
Em 22 de março, Cravity lançou a segunda parte de seu primeiro álbum de estúdio, "Liberty: In Our Cosmos" O álbum contém oito faixas, incluindo o single principal "Adrenaline". Posteriormente, eles começaram a promover sua faixa-título "Adrenaline" no M Countdown da Mnet.  Em 30 de março, Cravity lançou um vídeo coreográfico para a música "Maybe Baby" de seu segundo álbum de estúdio. Posteriormente, eles começaram a promover a música através do SBS MTV The Show.
Em 2 de abril, o grupo recebeu o prêmio "Silver Creator" do TikTok por ultrapassar 1 milhão de seguidores na plataforma. No mesmo dia, eles foram anunciados como parte da programação do 'KCON 2022 Premiere' em Chicago , sua primeira aparição no festival anual de música. Em 31 de maio, Cravity lançou o single promocional "Vivid" através da plataforma Universe Music no aplicativo móvel Universe.
Em 30 de junho, Cravity encerrou com sucesso seu show esgotado de dois dias intitulado 'Cravity the 1st Fan–Con Center of Gravity' no Zepp Osaka Bayside no Japão.  Em 20 de julho, Cravity confirmou sua participação no 'KCON 2022 US TOUR', que foi realizado até setembro. O grupo participou como representante da próxima geração de artistas de K-pop, começando com a 'KCON 2022 LA ', realizada nos dias 19 a 21 de agosto, seguida pelas edições da KCON em San Francisco , Minneapolis , Houston , Dallas , Atlanta , encerrando seu participação com 'KCON 2022 New York ' em 1º de setembro.
Em 5 de agosto, Cravity anunciou que lançaria seu quarto mini-álbum, "New Wave" em setembro. em 12 de agosto, o grupo pré-lançou seu primeiro single digital em inglês, "Boogie Woogie". Em 27 de setembro, Cravity lançou seu quarto mini-álbum "New Wave". O EP contém seis faixas, incluindo o single principal "Party Rock". Em 4 de outubro, Cravity recebeu sua primeira vitória em um programa de música por "Party Rock" e a segunda vitória geral em um programa de música o "The Show" da SBS MTV.
Em 6 de novembro, foi anunciado que os integrantes, Serim, Minhee, Hyeongjun, Jungmo, e Seongmin, participariam das filmagens de "The Game Caterers X Starship Entertainment", representando Cravity.

### 2023-presente:Master: Piece
Em 10 de fevereiro, Cravity anunciou que lançaria seu quinto mini-álbum, "Master: Piece", com o single principal "Groovy" 

## Outros empreendimentos
Em outubro de 2020, CRAVITY foi escolhido como os modelos da marca de cosméticos BLACKROUGE. A paixão, energia poderosa, saúde e vitalidade do grupo como um novo grupo de ídolos masculinos se encaixam bem com a imagem viva de BLACKROUGE, levando-os a serem selecionados como os modelos da marca de cosméticos. O grupo deve promover o produto não apenas na Coréia, mas também na China e em outros países do Sudeste Asiático.
No setor de turismo, Cravity foi nomeado embaixador do turismo para "K-pop Star Street" em Gwangju , o grupo fará inúmeras atividades que irão promover publicamente os destinos turísticos da cidade durante um ano.

## Integrantes
- Serim (세림) – líder, rapper principal
- Allen (앨런) – rapper, dançarino principal
- Jungmo (정모) – vocalista
- Woobin (우빈) – vocalista principal
- Wonjin (원진) – vocalista
- Minhee (민희) – vocalista
- Hyeongjun (형준) – vocalista, dançarino principal
- Taeyoung (태영) – vocalista
- Seongmin (성민) – vocalista, maknae

Adaptado do perfil do grupo no site oficial da Naver e Starship Entertainment.